# Храм Святого Александра Невского (Псков)
Воинский храм Святого Благоверного Великого Князя Александра Невского — православный храм в Пскове. Находится на Завеличье.

## История

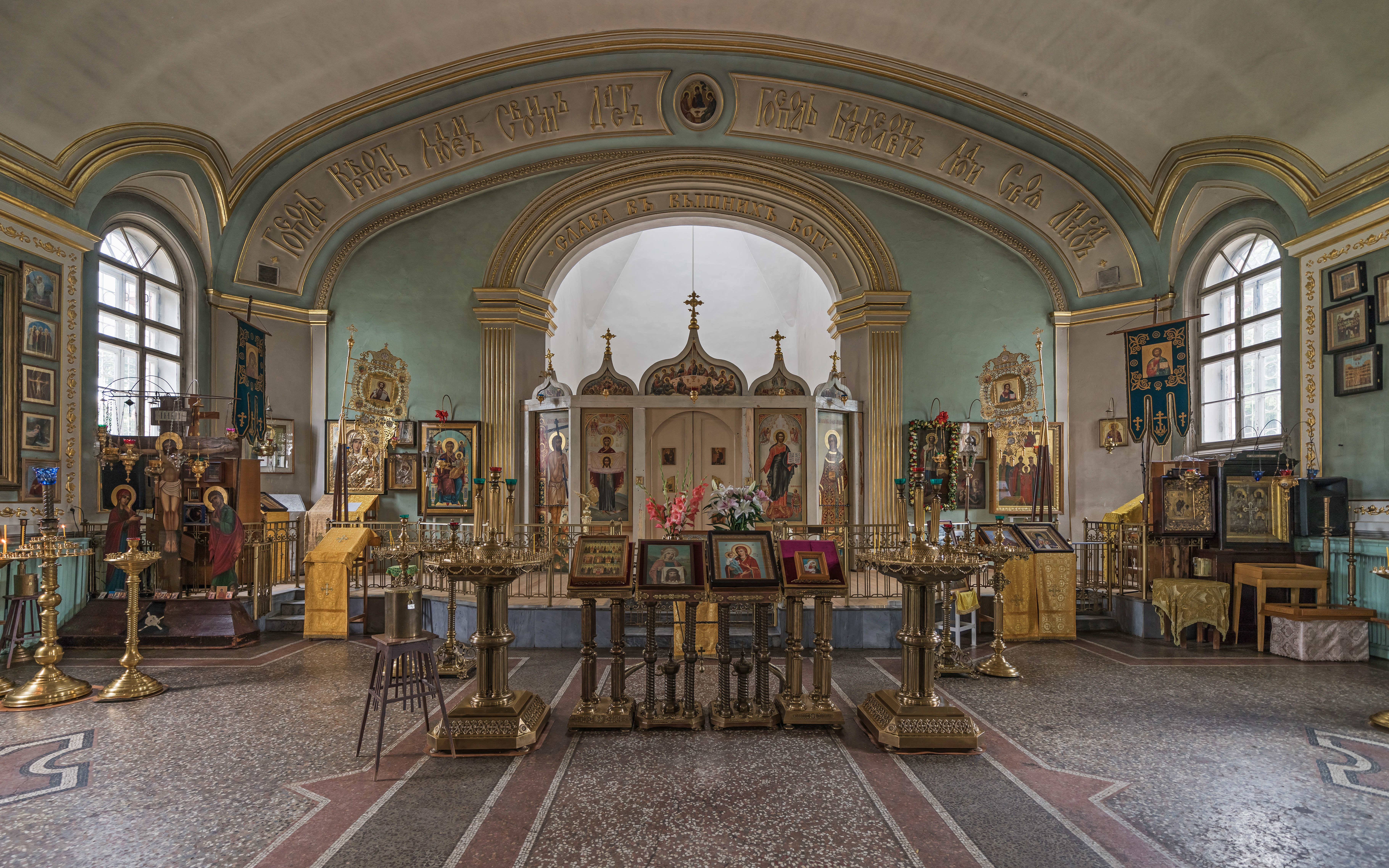
Интерьер храма

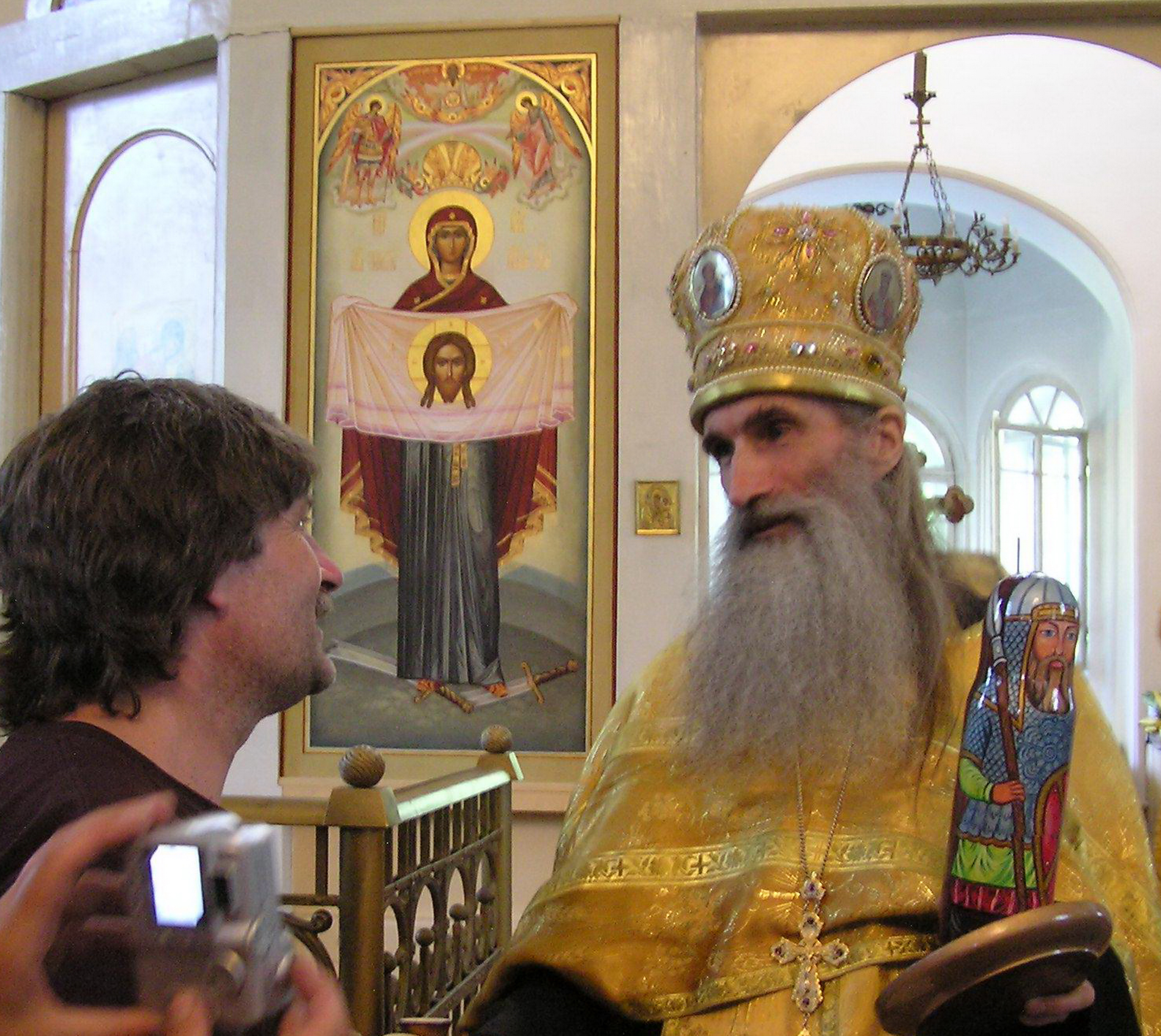
Протоиерей Олег Тэор

- Построен в 1907—1908 гг. для 96-го Омского полка по типовому проекту воинского храма, составленному инженером Ф. М. Вержбицким в 1901 году.
- Торжественно освящен 4 октября 1908 г. Епископом Псковским и Порховским Арсением (Стадницким).
- Богослужения прекращены в 1918 г.

После Великой Отечественной войны в здании располагались:
- Гарнизонный Дом офицеров
- Военно-медицинский склад Северо-Западного округа

#### Возрождение
Настоятель председатель епархиального Отдела по взаимодействию с Вооруженными силами и правоохранительными учреждениями, митрофорный протоиерей Олег Тэор.
- 13 марта 1992 г. — возобновились богослужения внутри храма.
- 7 февраля 1995 г. — освящение креста.
- 12 июня 1995 г. — освящение восстановленного храма

Заказчик реставрационных работ — Генеральная дирекция «Псковреконструкция», подрядчик — АО «Реставрационная мастерская», Псков. Проект — Центральные научно-реставрационные мастерские, Москва. Арх. Хамцов А. И., Василенко Н. С. и др. Воссоздана колокольня и глава с куполом.
- 2 декабря 2008 г. освятили новые колокола, отлитые на Урале в Каменске к 100-летнему юбилею храма (доставлены в Псков 21 ноября). Первые большие колокола храма (700 килограммов, другой — больше тонны)[1].